# Андреевка (Шипуновский район)
Андреевка — посёлок в Шипуновском районе Алтайского края России. Входит в состав Зеркальского сельсовета.

## География
Посёлок находится в центральной части Алтайского края, в пределах степной зоны Предалтайской равнины, к юго-западу от озера Зеркального, на расстоянии примерно 42 километров (по прямой) к северо-западу от села Шипуново, административного центра района. Абсолютная высота — 225 метров над уровнем моря.
Климат характеризуется как континентальный. Средние показатели температуры воздуха в зимний период находятся в диапазоне между −15 и −10 °C, летом — в диапазоне между 15 и 20 °C. Количество осадков, выпадающих зимой, в среднем составляет 187 мм, летом — 273 мм.

## История
Основана в 1900 году. По данным 1926 года имелось 211 хозяйств и проживало 1101 человек (в основном — русские). В административном отношении посёлок являлся центром Андреевского сельсовета Шипуновского района Рубцовского округа Сибирского края.

## Население
| 1926 | 1997 | 1998 | 1999 | 2000 | 2001 | 2002 |
| ---- | ---- | ---- | ---- | ---- | ---- | ---- |
| 1101 | ↘374 | ↘364 | ↘353 | ↘351 | ↘347 | ↘307 |
| 2003 | 2004 | 2005 | 2006 | 2007 | 2008 | 2009 |
| ↘302 | ↘286 | ↘257 | ↗272 | ↘253 | ↘247 | ↘231 |
| 2010 | 2011 | 2012 | 2013 |      |      |      |
| ↘222 | →222 | ↘215 | ↘203 |      |      |      |

Согласно результатам переписи 2002 года, в национальной структуре населения русские составляли 97 %.

## Улицы
Уличная сеть посёлка состоит из четырёх улиц. Центральная, Заводская, Лесная и Заречная